# Democracia Nacional
Die Democracia Nacional (DN, dt. Nationale Demokratie) ist eine rechtsextreme, neonazistische spanische Kleinpartei. Sie wurde 1995 gegründet und umfasste unter anderem die Reste der 1993 aufgelösten CEDADE (Spanischer Zirkel der Freunde Europas) und der Kleinpartei Juntas Españolas. Auf internationaler Ebene ist sie Mitglied der Allianz für Frieden und Freiheit.

## Vorstand
Aktueller Vorsitzender der Partei ist Manuel Canduela Serrano. Dieser ist Sänger der Gruppe Division 250, deren Name sich auf die Blaue Division bezieht. 
Frühere Vorsitzende waren Juan Enrique Peligro Robledo und Francisco Pérez Corrales.

## Wahlen
Die Partei trat erstmals 1999 zur Europawahl an. Sie erreichte 0,04 % der Stimmen. Bei der spanischen Parlamentswahl 2000 trat sie in einem Bündnis mit der Partido Nacional del Trabajo (PNT), dem Movimiento Social Republicano (MSR) und Vértice Español unter dem Namen Plataforma España 2000 (Plattform Spanien 2000) an. Auf das Bündnis entfielen 0,04 % der Stimmen.
Bei der spanischen Parlamentswahl 2004 erreichte die Partei einen Stimmenanteil von 0,06 %. 2008 waren es 0,05 % der Stimmen, 2011 0,01 %. 
Bei der Europawahl 2009 kam die DN mit Canduela als Spitzenkandidat auf 0,06 % der Stimmen. Bei der Europawahl 2014 erreichte die DN 0,08 %.
2001 wurde in Tardajos ein Gemeinderat für die DN gewählt. 2007 konnte dieser seinen Sitz verteidigen und beteiligte sich an der Gemeinderegierung unter Führung der konservativen Partido Popular. Ebenfalls 2007 konnte eine DN-Liste in Herradón de Pinares zwei Sitze im Gemeinderat gewinnen.